# Charlotte Church (album)
Charlotte Church è il secondo album in studio della cantante britannica Charlotte Church, pubblicato il 5 novembre 1999.

## Tracce
1. Just Wave Hello – 3:52
2. La pastorella – 2:27
3. Barcarolle – 2:37
4. O mio babbino caro – 2:18
5. Lascia ch'io pianga – 5:13
6. Guide Me, Oh Thou Great Redeemer (Cwn Rhondda) – 2:38
7. The Holy City – 4:53
8. Plaisir d'amour – 3:25
9. Summertime – 3:02
10. Ah! Je ris de me voir si belle (The Jewel Song) – 2:04
11. Voi che sapete – 2:35
12. She Moved Through the Fair – 3:00
13. Songs My Mother Taught Me – 2:23
14. If Thou Art Near – 2:28
15. The Last Rose of Summer – 3:16
16. Men of Harlech – 3:17
17. Lullaby – 2:08

## Classifiche

### Classifiche settimanali
| Classifiche (1999-00) | Posizione massima |
| --------------------- | ----------------- |
| Australia             | 41                |
| Germania              | 84                |
| Irlanda               | 44                |
| Nuova Zelanda         | 16                |
| Paesi Bassi           | 12                |
| Regno Unito           | 8                 |
| Stati Uniti           | 40                |
| Svezia                | 44                |
| Svizzera              | 65                |

### Classifiche di fine anno
| Classifica (1999) | Posizione |
| ----------------- | --------- |
| Australia         | 85        |
| Regno Unito       | 36        |
| Classifica (2000) | Posizione |
| Stati Uniti       | 119       |